# Пізній міоцен
| Система/ Період                                                        | Відділ/ Епоха  | Ярус/ Вік                | Вік (млн років) | Вік (млн років) |
| ---------------------------------------------------------------------- | -------------- | ------------------------ | --------------- | --------------- |
| Четвертинний, Q                                                        | Плейстоцен, Q1 | Гелазький                | молодше         | молодше         |
| Неоген, N                                                              | Пліоцен, N2    | П'яченцький, N2pla       | 2,58            | 3,60            |
| Неоген, N                                                              | Пліоцен, N2    | Занклійський ярус, N2zan | 3,60            | 5,33            |
| Неоген, N                                                              | Міоцен, N1     | Мессінський, N1mes       | 5,33            | 7,25            |
| Неоген, N                                                              | Міоцен, N1     | Тортон, N1tor            | 7,25            | 11,63           |
| Неоген, N                                                              | Міоцен, N1     | Серравалійський, N1srv   | 11,63           | 13,82           |
| Неоген, N                                                              | Міоцен, N1     | Лангійський, N1lan       | 13,82           | 15,97           |
| Неоген, N                                                              | Міоцен, N1     | Бурдігальський, N1bur    | 15,97           | 20,44           |
| Неоген, N                                                              | Міоцен, N1     | Аквітанський, N1aqt      | 20,44           | 23,03           |
| Палеоген, P                                                            | Олігоцен, Р3   | Хаттський, Р3h           | старіше         | старіше         |
| Підрозділи неогенової системи наведені згідно МКС, станом на 2018 рік. |                |                          |                 |                 |
| п о р                                                                  |                |                          |                 |                 |

Пізній міоцен (також відомий як верхній міоцен) — підепоха міоценової епохи, що складається з двох етапів. Тортонський і мессінський етапи складають підепоху пізнього міоцену, яка тривала від 11.63 мільйонів років тому до 5.333 мільйонів років тому.

## Еволюція життя
Гібон (родина Hylobatidae) і орангутан (рід Pongo, родина Hominidae) є першими групами, які відокремилися від лінії, що веде до гомінінів (Hominini), включаючи людей, потім горили (рід Gorilla) і, нарешті, шимпанзе і бонобо (рід Pan). Дехто встановлює дату поділу між лініями гомінінів і шимпанзе між 4 і 8 мільйонами років тому, тобто під час пізнього міоцену.